# Hornopirén
Cet article concerne le volcan. Pour la localité du même nom, voir Hualaihué.
L'Hornopirén est un volcan du Chili qui se présente sous la forme d'un stratovolcan conique aux pentes régulières culminant à 1 572 mètres d'altitude. Son nom provient de l'accolement du terme espagnol : horno qui signifie en français « four » et du terme mapudungun pirén qui signifie « neige » ; Hornopirén signifie littéralement « four enneigé ». Ce toponyme s'explique en raison de sa nature volcanique et de son sommet dénudé couvert de neige en hiver. Sa dernière éruption se serait produite en 1835.

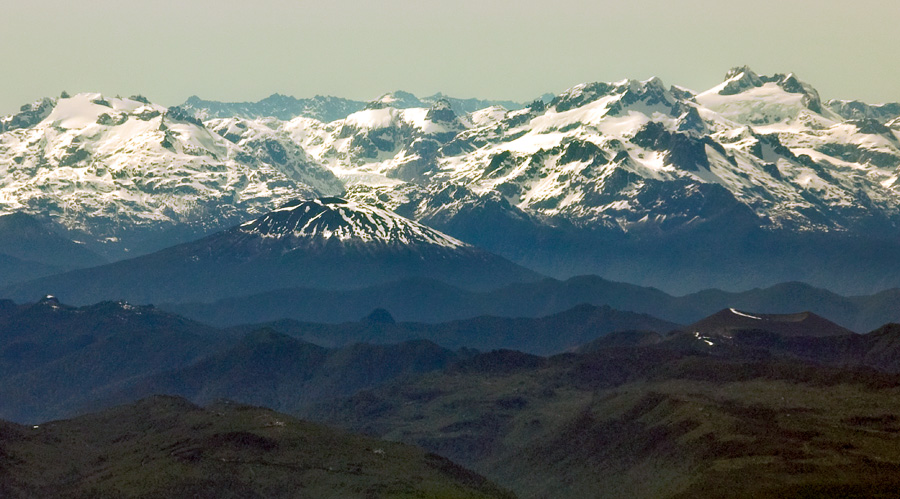
Vue de l'Hornopirén (cône enneigé à gauche) et de l'Apagado (couronné par un cratère à droite) au premier plan avec les Andes au dernier plan.